# Marie-Jeanne L’Héritier de Villandon

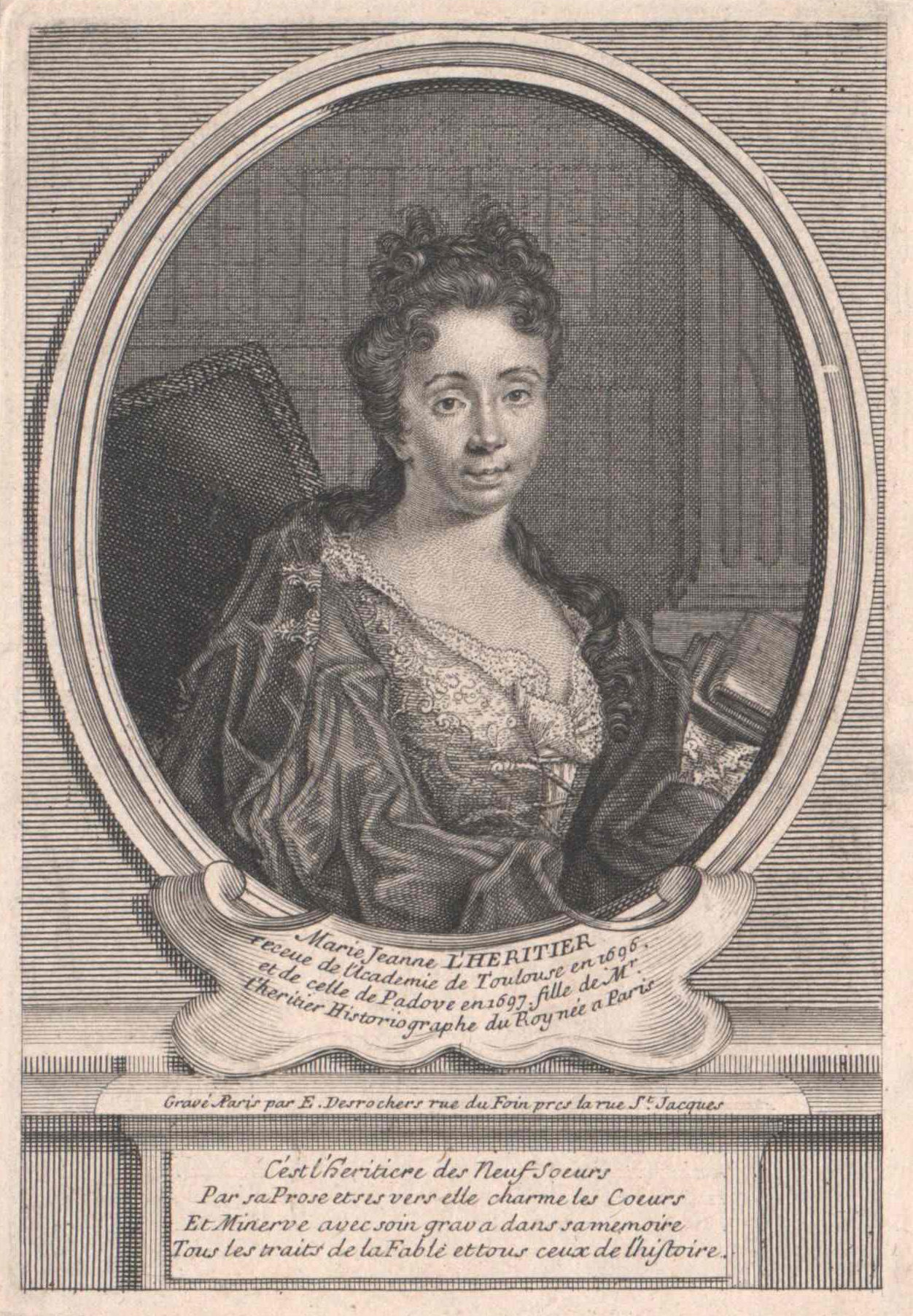
Marie-Jeanne Lhéritier de Villandon

Marie-Jeanne Lhéritier de Villandon (* ca. 1664; † 1734) (auch Marie Jeanne de Villandon L’Héritier) war eine aristokratische französische Autorin des späten 17. Jahrhunderts, sie ist eine Nichte von Charles Perrault. Anderen Quellen zufolge soll sie seine Tochter gewesen sein.
In jungen Jahren veröffentlichte sie drei von ihr literarisch bearbeitete Volksmärchen. Diese Veröffentlichung – eigentlich handelt es sich um kunstvolle, der Feudalwelt angepasste Märchennovellen – gilt als der Beginn der Märchenmode unter den Preziösen. In Frankreich ist sie unter dem schlichten Namen Mademoiselle Lhéritier bekannt.

## Märchen
- Die geschickte Prinzessin oder Abenteuer der Finette – L’Adroite Princesse ou les Aventures de Finette[3]